# کابینه ایشیبا
کابینه ایشیبا (انگلیسی: Ishiba Cabinet)، یکصد و دومین هیئت دولت ژاپن است که توسط شیگرو ایشیبا در ۱ اکتبر ۲۰۲۴، پس از استعفای فومیو کیشیدا پس از [[تغییر وضعیت فهرست محتویات
انتخابات رهبری حزب لیبرال دموکرات ژاپن (۲۰۲۴)]] تشکیل شد. دارای ۲۰ عضو از جمله دو زن است. دولت ائتلافی بین حزب لیبرال دموکرات (ژاپن) و کومیتو است که هر دو مجلس عالی و پایین دایت ملی را کنترل می‌کنند.